# かさだ広場

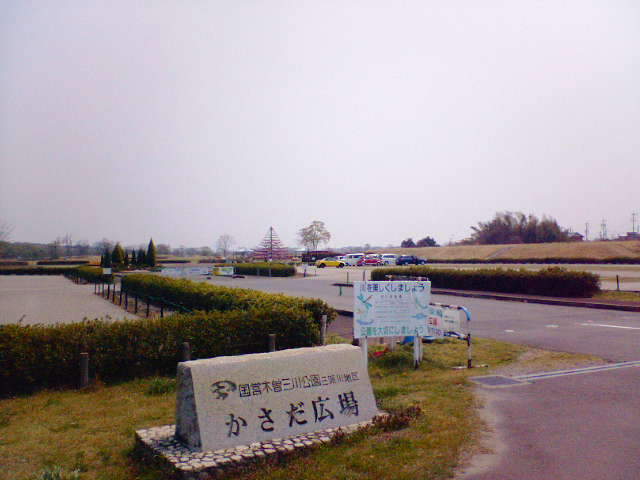
かさだ広場入口（2007年4月11日）

かさだ広場（かさだひろば）は、岐阜県各務原市川島笠田町にある、国営木曽三川公園のひとつである。11.5haの芝生広場を中心とした公園である。

## 概況
1988年（昭和63年）7月19日開園。国営木曽三川公園の三派川地区の最初の施設である。三派川地区の木曽川の分流、北派川の河川敷に位置する。
河川敷のため、開園当初は規制により、芝生広場と仮設トイレのみであったが、1999年（平成11年）、河川環境楽園開園に伴いリニューアル。トイレと14種の遊具が新設される。休日は親子連れで賑わう。河川環境楽園まで徒歩15分程という事もあり、駐車場は河川環境楽園の駐車場の役目もある。
園内にはアメリカフヨウとオオキンケイギクの花畑がある。オオキンケイギクの花畑は数haあり、2005年（平成17年）までは賑わったが、オオキンケイギクが駆除対象外来植物となった為、縮小されつつある。
2005年（平成17年）3月19日、隣接して各務原アウトドアフィールドが開園。
各務原大橋 - 各務原市総合運動公園 - かさだ広場を結ぶ河川敷にサイクリングロードが整備されている。

## 利用案内
園内には売店等は無い（自動販売機は有り）。
- 入園料：無料

## 開園時間・休園日
「かさだ広場・各務原アウトドアフィールド」公式サイトにて確認のこと。

## その他
北派川の河川敷にある為、台風などによる洪水の可能性があると遊具を撤去することがある（2007年（平成19年）7月14日平成19年台風第4号など）。
2021年（令和3年）令和3年8月の大雨による木曽川本流が増水により、8月14日から翌日にかけて水が乗越堤から北派川にあふれた影響で、かさだ広場一帯が冠水。2021年（令和3年）8月15日から10月11日まで臨時閉園となった。

## 交通アクセス

### 公共交通機関
- 名鉄各務原線「各務原市役所前駅」より各務原市ふれあいバス川島線、「かさだ広場」バス停下車。
- 名鉄名古屋本線「笠松駅」より岐阜バス笠松川島線、「かさだ広場」バス停下車。
- 名鉄名古屋本線「笠松駅」より笠松町公共施設巡回町民バス「東米野」バス停より徒歩で約10分。

### 自動車
- 国道21号（岐大バイパス）三宅ICより南下、「米野西」交差点で岐阜県道178号を東進し、「米野東」交差点で岐阜県道93号を南下。
- 国道22号（名岐バイパス）「西島町5丁目」交差点から愛知県道150号を北上、渡橋から岐阜県道93号を北上。